# Etude voor pianola
Etude voor pianola (W38) is een compositie van Igor Stravinsky, gecomponeerd in 1917 in Morges en Les Diablerets, opgedragen aan Chileense kunstbeschermster Eugenia Errázuriz en gepubliceerd door de Aeolian Company Ltd. in 1921 in Londen in de Aeolian Hall. De Aeolian Company fabriceerde pianola's, een speelautomaat waarmee pianomuziek ten gehore kan worden gebracht.
In 1916 bezocht Stravinsky voor het eerst Spanje, voor een bezoek aan Serge Diaghilev. 's Avonds luisterde Stravinsky met Diaghilev geboeid in tavernes naar Spaanse traditionele muziek. Toen de Aeolian Company hem dan ook het volgend jaar om een compositie vroeg specifiek bestemd voor de pianola, was de keus voor een etude in Spaanse stijl snel bepaald.
Drie pianisten zouden nodig zijn om het werk, genoteerd op zes notenbalken, uit te voeren. Stravinsky koos de pianola, zo verklaarde hij later, omdat hij daarmee het blikkerige, Nickelodeon-achtige geratel van de Spaanse cilinderpiano kon nabootsen. Zo’n instrument, zei Stravinsky, verhoudt zich tot de glansvolle, vloeiende toon van de Steinway van een concertpianist als een T-Ford zich verhoudt tot een zesdeurs Cadillac. De cilinderpiano kon je kippenvel bezorgen, deels door de spookachtige afwezigheid van de speler, maar ook omdat ze zelden gestemd werden en dan onverdragelijk vals waren".Er is een manuscript onder de titel Études pour pianola hetgeen er op wijst, dat Stravinksy meer etudes wilde componeren. Echter de inkomsten waren van dien aard dat het bij één is gebleven.
Stravinsky orkestreerde de etude later en als 'Madrid' is het opgenomen als vierde deel van de Quatre études pour orchestre. In 1951 maakte Stravinsky's zoon Soulima een transcriptie voor twee piano's op basis van Madrid.

## Première
De eerste uitvoering kwam tot stand op 13 oktober 1921 door Reginald Reynold (huispianist van The Aeolian Company) en de Aeolian Hall, Londen, tijdens een lezing over de pianola.

## Oeuvre
Zie het Oeuvre van Igor Stravinsky voor een volledig overzicht van het werk van Stravinsky.

## 7Geselecteerde discografie
- Etude (op pianola) op Piano Music without Limits. Original Compositions of the 1920s (Musikproduktion Dabringhaus und Grimm, MDG 645 1404-2)
- Etude voor pianola; Rex Lawson op NMC Recordings opnamen uit 2007; een disc gewijd aan de pianola.